# أسل سوقطري
أسل سوقطري (الاسم العلمي: Juncus socotranus) نوع نباتي يتبع جنس الأسل وينتمي إلى الفصيلة الأسلية.